# Parkaralia
Parkaralia (Aralia elata) är en art i familjen araliaväxter som växer vilt i östra Ryssland, Kina, Korea och Japan. Den odlas även som prydnadsbuske och kan då bli 2–4 meter hög. Den får små gulvita blommor i juli-augusti. I Sverige kan den odlas i zon 1-3 och trivs i ett soligt läge.

## Användning
Parkaralia är mycket näringsrik och de unga skotten äts ofta i Kina, där den används i sallader, dumplings, pickles och soppor, samt i Korea och Japan.